# Alcides Prado Quesada
Alcides Prado Quesada (San José, Costa Rica; 5 de noviembre de 1900-1984) fue un compositor, organista, director de orquesta, violinista, y profesor costarricense de música del siglo XX.

## Biografía

### Familia
Alcides Prado fue el cuarto hijo de una familia de músicos costarricenses engendrada por doña Amelia Quesada y el músico y compositor Pedro J. Prado Gómez, oriundo de Cartago, quien se radicó en San Ramón para hacerse cargo de formar la banda. Sus cinco hijos todos estudiaron música con él.

### Primeros años
Alcides, a los diez años, tocaba el clarinete y solfeaba bien, por lo que sus padres lo enviaron a Cartago ‒al Colegio Salesiano‒ a prepararse más; ahí pasó cinco años.
Su primera composición la dedicó a su madre: Amelia.
Posteriormente, fue becado para estudiar en la Escuela de Música Santa Cecilia, con la dirección de José Joaquín Vargas Calvo.  Ahí recibió clases de violín con don Alfredo Morales, piano con don Manuel de Jesús Freer y composición con don Julio Fonseca.  A la edad de diecinueve años fue contratado como violista por la Compañía de Ópera Bracalle, con la cual realizó una gira durante varios años por Suramérica y el Caribe.  Luego, fue nombrado pianista repasador, director interno y de coros de la misma Compañía.
En Panamá, compuso su famoso pasillo No digas que no, grabado por la Casa Víctor en Estados Unidos y fundó su orquesta cuando lo contrataron para ser violinista intérprete de música selecta en un famoso restaurante, así como, también, fue director pianista de una orquesta de jazz.
En esa época, también grabó dos tangos y tres fox-trot, uno de los cuales, Carmen, lo dedicó a la señorita Carmen Carvajal Martínez, maestra muy culta, quien se casó con él en 1929 y quien fue, de ese momento en adelante, su inseparable compañera.
En el año 1931 regresó a Costa Rica y fue nombrado director de la Banda de Alajuela.  Además, fue profesor de Música en diferentes colegios y escuelas.  Posteriormente, el ministro de Educación lo nombró como Director Técnico de Música.
Siendo profesor en el Colegio La Salle y en el Colegio Sagrado Corazón, dio especial énfasis a los coros y con ellos logró realizar conciertos en el Teatro Nacional.

### San José
En 1940, trabajó en el Conservatorio Nacional y, en ese mismo año, se fundó la Orquesta Sinfónica Nacional en la cual ‒desde entonces y hasta 1984 cuando falleció‒ se desempeñó como violista, violinista y director invitado.
Fue nombrado organista de la Catedral Metropolitana de San José en 1962, cargo que ocupó hasta 1977 y, en ese tiempo, compuso música religiosa como: Réquiem, tres Misas y Plegaria a la Virgen en su soledad, estrenada por el tenor Melico Salazar.
Su labor como compositor fue extraordinaria, pues compuso en todos los géneros musicales: canciones populares y escolares, obras sinfónicas, himnos, zarzuelas, música religiosa, música teatral y más.
Compuso gran número de himnos para escuelas y colegios: el Himno de la ANDE, el Himno de la APSE, el Himno de la Unión de Músicos Costarricenses y el Himno a las Madres, entre otros.
El último himno que compuso ‒y con el cual tuvo un éxito extraordinario‒ fue el Himno Latinoamericano (letra de Efraín Núñez M.) premiado en México en 1979 entre 21 himnos presentados a concurso por las diferentes naciones latinoamericanas. Prado consideró que esta designación es la mayor satisfacción que recibió en su vida de compositor.
Sus zarzuelas fueron presentadas en varias oportunidades en el Teatro Nacional. Milagro de amor, especialmente, tuvo gran acogida por el público y luego fue filmada en película.
La Ópera María fue estrenada, en 1976, en el Teatro Nacional.
Con la dirección de Alcides Prado se grabaron varios discos de música nacional. Uno con los himnos y las marchas más conocidos en Costa Rica y, el segundo, con música típica grabada con orquesta; otro con 14 composiciones suyas.